# Villette, Yvelines
Villette är en kommun i departementet Yvelines i regionen Île-de-France i norra Frankrike. Kommunen ligger i kantonen Guerville som tillhör arrondissementet Mantes-la-Jolie. År 2022 hade Villette 537 invånare.

## Befolkningsutveckling
Antalet invånare i kommunen Villette
| Referens: INSEE |